# بویوک خوش‌دارلی
بویوک خوش‌دارلی (به لاتین: Böyük Xoşdarlı) یک منطقه مسکونی در جمهوری آذربایجان است که در شهرستان تووز واقع شده است. این روستا ۲۰۱ نفر جمعیت دارد.